# Distretto di Lanshan (Linyi)
Il distretto di Lanshan (兰山区S, Lánshān QūP) è un distretto della Cina, situato nella provincia dello Shandong e amministrato dalla prefettura di Linyi.